# Those Love Pangs
Those Love Pangs er en amerikansk stumfilm fra 1914 af Charlie Chaplin.

## Medvirkende
- Charles Chaplin
- Chester Conklin
- Cecile Arnold
- Vivian Edwards
- Peggy Page